# Bewegung für ein vereintes Georgien

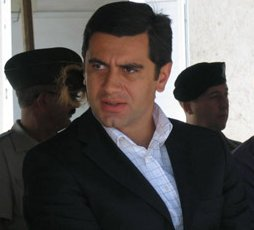
Parteigründer Irakli Okruaschwili

Die Bewegung für ein vereintes Georgien (georgisch მოძრაობა ერთიანი საქართველოსთვის – Modsraoba Ertiani Sakartwelostwis (MES)) ist eine politische Partei in Georgien. Ihr Gründer war der frühere Innen- und Verteidigungsminister Georgiens, Irakli Okruaschwili.
Die Gründung der Partei wurde am 25. September 2007 bekanntgegeben. Einen Tag nach Bekanntgabe der geplanten Gründung beantragten rund 500 Menschen in der Tifliser Geschäftsstelle die Mitgliedschaft. Ihren ersten Parteikongress führte sie am 15. Dezember 2007 durch. Zum Vorsitzenden wurde der Parlamentsabgeordnete Gia Tortladse, zum Ehrenvorsitzenden Okruaschwili gewählt. Generalsekretär wurde Gia Zagareischwili. Am 3. März 2008 enthob Okruaschwili Toteladse und Zagareischwili ihrer Ämter. Bis zur Neuwahl auf einer Parteikonferenz bleiben die Positionen unbesetzt.
Ziel der Partei ist es, den demokratischen Pluralismus in Georgien zu stärken. Die Macht der Exekutive soll eingeschränkt, eine Justizreform durchgesetzt und das Wahlsystem umgestellt werden. Die Arbeitslosigkeit soll reduziert, Investoren angelockt und langfristige Planungen für die leidende Landwirtschaft vorgenommen werden. Der Parteigründer kritisierte, die Regierung Saakaschwili habe zu wenig für die politische Kultur des Landes getan: „Alle Menschen, die … eine andere Auffassung haben, werden als Feinde betrachtet.“
Die Partei ist Mitglied des oppositionellen Parteienbündnisses Vereinter Nationalrat und unterstützt die Kandidatur des Abgeordneten Lewan Gatschetschiladse bei den Präsidentschaftswahlen in Georgien 2008.
Der Parteigründer Okruaschwili wurde am 27. September 2007, zwei Tage nach einem Interview, in dem er dem georgischen Staatspräsidenten die Planung eines Auftragsmordes vorgeworfen hatte, in der Parteigeschäftsstelle zusammen mit seinen Leibwächtern und seinem Fahrer verhaftet. Nach Angaben der georgischen Parlamentsabgeordneten Keti Macharaschwili soll die Polizei dabei keinen Haftbefehl vorgelegt haben. Seit Okruaschwili am 9. Oktober auf Kaution aus der Untersuchungshaft entlassen worden war, betätigte er sich nicht mehr politisch. Am 1. November verließ er Georgien und lebt seit Januar 2008 im Exil in Frankreich.